# Miguel Ángel Núñez Acosta
Miguel Ángel Núñez Acosta (Las Palmas de Gran Canaria, 6 d'abril de 1979) és un futbolista canari que ocupa la posició de migcampista.

## Trajectòria
Va començar a destacar en equips de les Illes Canàries, com el Vecindario i la Universidad de Las Palmas CF. El 2002 fitxa pel CD Numancia, amb qui debuta a Segona Divisió. El primer any a Sòria qualla una temporada acceptable, amb 5 gols en 28 partits, però a la següent passa a la suplència. Eixa campanya finalitzaria amb l'ascens del Numancia a primera divisió. El migcampista només hi disputaria 8 partits a la màxima categoria, la temporada 04/05.
El 2005 deixa el Numancia i retorna a la Universidad de Las Palmas, on roman tres anys amb l'equip a Segona B. La temporada 08/09 recala al Fuerteventura, mentre que part del 2009 formaria part del planter de l'Atlètic Balears.